# بريت ماكغورك

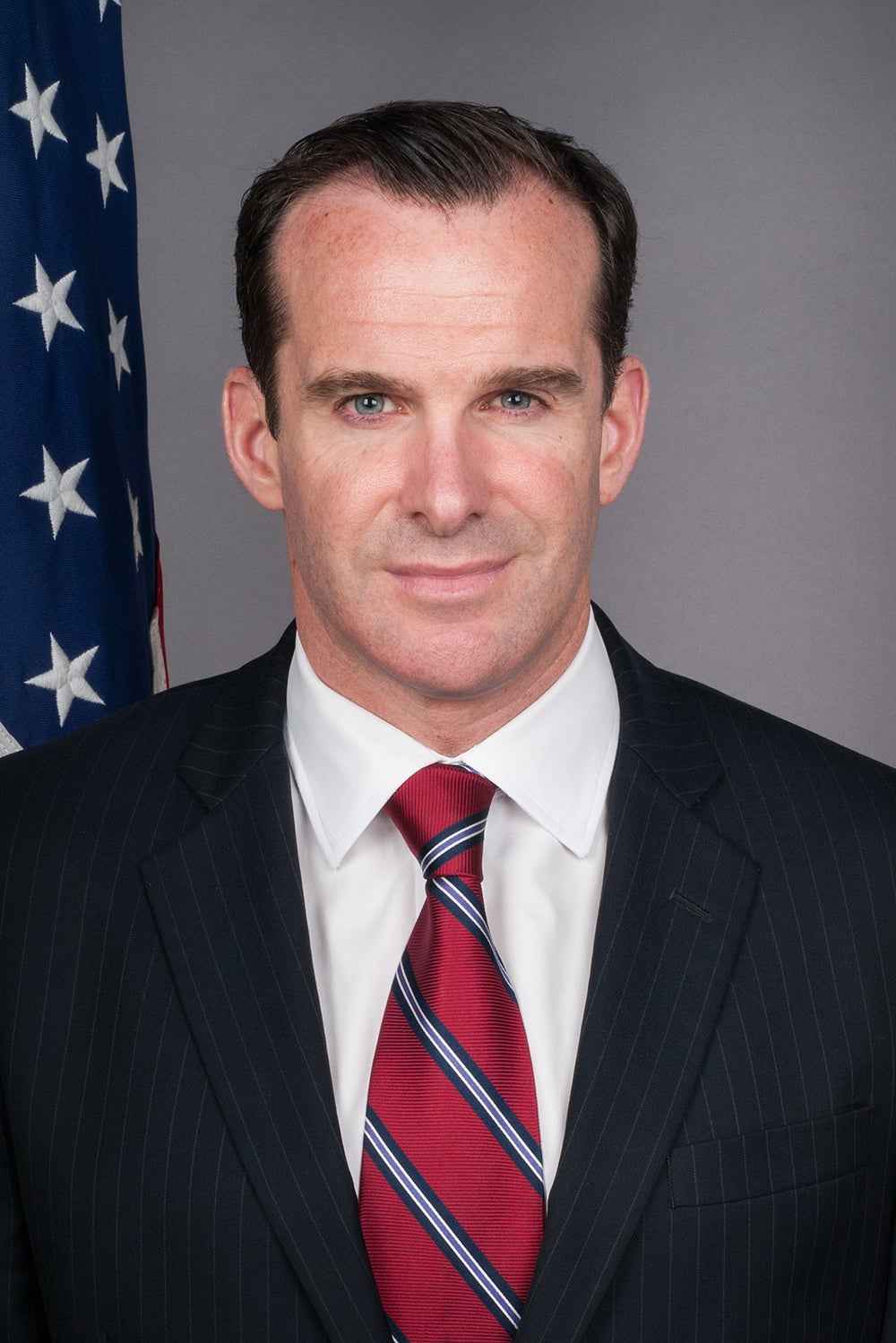
بريت ماكغورك.

بريت ماكغورك (بالإنجليزية: Brett H. McGurk)‏ (من مواليد 20 أبريل 1973) محام ودبلوماسي أميركي عينه الرئيس باراك أوباما في 23 أكتوبر 2015 ليكون المبعوث الرئاسي الخاص للتحالف الدولي لمكافحة داعش خلفا للجنرال جون ألين بعدما كان نائبا له منذ 16 سبتمبر 2014. قبل ذلك عمل السيد ماكغورك نائبا لمساعد وزير الخارجية الأمريكية لشؤون العراق وإيران، وقاد مفاوضات سرية مع إيران ما بين اوكتوبر 2014 ويناير 2016 أدت إلى الإفراج عن أربعة سجناء أمريكيين من سجن إيفين في طهران، وكان من بين السجناء الذين أطلق سراحهم مراسل صحيفة الواشنطن بوست، جيسون رضائیان. ووفقا لصحيفة النيويورك تايمز فان تلك المهمة التي استمرت لمدة 14 شهرا بالإضافة إلى العديد من المهمات الأخرى التي قادها السيد ماكغورك عززت من سمعته كشخص قادر على تنفيذ المهام الصعبة. كذلك عمل السيد ماكغورك مساعدا خاصا للرئيس السابق جورج دبليو بوش ومديرا لشؤون العراق وأفغانستان. أما في عهد الرئيس أوباما، فقد عمل السيد ماكغورك مستشارا خاصا في المجلس الأمن القومي الأمريكي وكبير مستشاري سفير الولايات المتحدة إلى العراق. اما في مجال المحاماة، فقد عمل السيد ماكغورك مساعدا قضائيا لرئيس المحكمة الاتحادية العليا القاضي وليام رينكويست في عام 2001.

## نشأته ودراسته
ولد السيد ماكغورك في مدينة بيتسبرغ بولاية بنسيلفانيا في 20 أبريل 1973. والده، باري ماكغورك كان يعمل بروفيسورا للغة الإنكليزية. أما والدته، كارول آن كابوبيانكو فقد كانت تعمل مدرسة للفنون. انتقلت عائلته إلى مدينة هارتفورد الغربية بولاية كونيتيكت حيث أكمل دراسته الأعدادية هناك وتخرج في عام 1991 من مدرسة كونارد. وفي عام 1996 حصل السيد ماكغورك على شهادة البكالوريوس في الفنون مع مرتبة الشرف من جامعة كونيتيكت وفي عام 1999 حصل على شهادة الدكتوراه في القانون من كلية الحقوق في جامعة كولومبيا. عمل السيد ماكغورك خلال فترة دراسته في جامعة كولومبيا محررًا في مجلة قانون جامعة كولومبيا وكان زميل في منحة هارلان فيسك ستون وحصل كذلك على جائزة أفضل موجز في مسابقة موت كورت الخاصة بكلية الحقوق في جامعة كولومبيا.
عمل السيد ماكغورك بعد تخرجه من كلية الحقوق كمساعد قضائي لمدة ثلاث سنوات وتدرج خلالها في عمل القضاء الاتحادي. حيث عمل في بادء الامر مع القاضي جيرارد لينش في المحكمة العامة للقاطع الجنوبي لولاية نيويورك، بعد ذلك عمل مع القاضي دينيس جاكوبس في محكمة استئناف الدائرة الثانية لمدينة مانهاتن، واخيرا عمل مع رئيس قضاة المحكمة الاتحادية العليا القاضي وليام رينكويست. وانتقل بعد ذلك للعمل في القطاع الخاص مع مؤسسة كيركلاند اند اليس لدعاوى الاستئناف وكذلك عمل أستاذا مساعدا في كلية الحقوق في جامعة فيرجينيا.

## العمل الدبلوماسي
في يناير 2004 عاد السيد ماكغورك ليعمل في القطاع الحكومي مستشاراً قانونيًا في سلطة الائتلاف المؤقتة وكذلك مستشارا قانونيا لسفير الولايات المتحدة في بغداد. خلال تلك الفترة ساعد السيد ماكغورك في صياغة مسودة الدستور العراقي المؤقت والقانون الإداري الانتقالي، وكذلك أشرف على الاجراءات القانونية لانتقال الحكم من سلطة الأئتلاف المؤقتة إلى الحكومة العراقية المؤقتة برئاسة رئيس الوزراء إياد علاوي. في عام 2005 انتقل السيد ماكغورك للعمل في مجلس الأمن القومي الأمريكي كمدير لشؤون العراق وبعد ذلك عمل مستشارا خاصا للرئيس الأمريكي ومدير شؤون العراق وأفغانستان. في عام 2006 كان السيد ماكغورك أول من دعا إلى احداث تغير جذري في السياسة الأمريكية تجاه العراق وروج لفكرة زيادة عدد القوات الأمريكية هناك والتي بدأت بالفعل في يناير 2007. أشاراليه الرئيس جورج دبليو بوش في كتابه «نقاط القرار» على انه جزء من فرقة المحاربين الشخصية للرئيس والتي أدت إلى إحداث إستراتيجية جديدة وإعادة الحرب إلى مسارها في العراق. بعد ذلك طلب الرئيس بوش من السيد ماكغورك قيادة المفاوضات مع حكومة العراق بجانب السفير ريان كروكر لوضع اسس اتفاقية الإطار الاستراتيجي والأتفاقية الأمنية لضمان الاستمرارية في ذلك النهج السياسي بعد نهاية ولايته. وفي عام 2009 كان السيد ماكغورك أحد السياسيين الثلاثة الذين انتقلوا من إدارة الرئيس جورج دبليو بوش إلى إدارة الرئيس باراك أوباما وتولى منصب مستشار الرئيس الأمريكي ومستشار سفير الولايات المتحدة في العراق.
منح السيد ماكغورك جائزة الشرف المتميزة وجائزة الشرف العليا من قبل وزارة الخارجية الأمريكية لجهوده في العراق. كذلك منح جائزة الخدمة المتميزة وجائزة ثناء الخدمات المشتركة من قبل مجلس الأمن القومي الأمريكي.
ترك السيد ماكجورك العمل في القطاع الحكومي في خريف عام 2009 وشغل منصب زميل مقيم في معهد هارفارد للسياسات حيث اشرف على مجموعة دراسية تعنى ببحث المواضيع المتعلقة بدراسة أعلى مستويات الخطورة في المداولات. كما شغل منصب زميل الشؤون الدولية في مجلس العلاقات الخارجية. كذلك كان للسيد ماكغورك ظهور متكرر في عدد من وكالات الأنباء. دعي السيد ماكغورك بعد ذلك للعمل في القطاع الحكومي مرتين، المرة الأولى كانت بعد ازمة تشكيل الحكومة العراقية الجديدة في صيف عام 2010، وبعد ذلك في صيف عام 2011 بسبب تعثر المفاوضات الخاصة بتمديد الاتفاقية الأمنية والتي كانت قد أبرمت بنجاح مع الحكومة العراقية في عام 2008.
تم تعيين السيد ماكغورك في أغسطس 2013 نائبا لمساعد وزير الخارجية لشؤون العراق وإيران في مكتب شؤون الشرق الأدنى في وزارة الخارجية الأمريكية.
أدلى السيد ماكغورك بشهادته في نوفمبر عام 2013 وفي فبراير عام 2014 أمام لجنة الخدمات المسلحة في مجلس النواب الأمريكي حول التهديد المتصاعد من الدولة الإسلامية في العراق والشام. وفي 9 حزيران 2014 كان السيد ماكغورك في أربيل في إقليم كردستان العراق عندما اجتاحت داعش مدينة الموصل واقتربت من بغداد. . غادر بعد ذلك إلى بغداد وساعد في الإشراف على إجلاء 1500 موظف أمريكي من السفارة الأمريكية، بينما كان يعمل مع الرئيس باراك أوباما ومجلس الأمن القومي لصياغة الرد الدبلوماسي والعسكري الأمريكي بخصوص تهديد داعش. بعد ذلك كان للسيد ماكغورك دورا قياديا في تسهيل تشكيل حكومة جديدة في العراق بزعامة رئيس الوزراء حيدر العبادي بعد تنحي رئيس الوزراء نوري المالكي والذي كان قد شغل منصب رئيس الوزراء على مدى السنوات الثماني الماضية.
في 13 أيلول 2014 أعلن وزير الخارجية الأمريكي جون كيري تعيين السيد ماكغورك بمنصب سفيرا ونائبا للمبعوث الرئاسي الخاص للتحالف الدولي لمكافحة داعش. وبعد ثلاثة أيام التقى السفير ماكغورك في المكتب البيضاوي في البيت الأبيض مع الرئيس باراك أوباما وجنرال مشاة البحرية المتقاعد جون ألين لمناقشة إستراتيجية بناء تحالف دولي لمكافحة داعش. وفي 3 ديسمبر 2014 عقد اجتماع في العاصمة البلجيكية بروكسل وتم تشكيل تحالف رسمي من 62 دولة لدعم العراق ومساعدة الحكومة الجديدة برئاسة رئيس الوزراء حيدرالعبادي في محاربة داعش بالإضافة إلى خمسة أطرعسكرية ودبلوماسية لدعم هذا الجهد.
في يناير كانون الثاني عام 2016 زار الدبلوماسي ماكغورك شمال سوريا كجزء من بعثة مكافحة داعش والتقى مع مسؤولين من حزب الاتحاد الديمقراطي (PYD) ووحدات حماية الشعب (YPG).
ما بين أكتوبر 2014 يناير و2016 كان السيد ماكغورك المفاوض الرئيسي في مفاوضات سرية ومكثفة اجريت مع إيران لاطلاق سراح أربعة سجناء أمريكيين واعادتهم إلى الولايات المتحدة بما في ذلك جيسون رضائیان وأمير حكمتي وسعيد عابديني.
أدلى السيد ماكغورك بشهادته في نوفمبر عام 2013 وفي فبراير عام 2014 أمام لجنة الخدمات المسلحة في مجلس النواب الأمريكي حول التهديد المتصاعد من الدولة الإسلامية في العراق والشام (داعش). وفي 9 حزيران 2014 كان السيد ماكغورك في أربيل في إقليم كردستان العراق عندما اجتاحت داعش مدينة الموصل واقتربت من بغداد. . غادر بعد ذلك إلى بغداد وساعد في الإشراف على إجلاء 1500 موظف أمريكي من السفارة الأمريكية، بينما كان يعمل مع الرئيس باراك أوباما ومجلس الأمن القومي لصياغة الرد الدبلوماسي والعسكري الأمريكي بخصوص تهديد داعش. بعد ذلك كان للسيد ماكغورك دورا قياديا في تسهيل تشكيل حكومة جديدة في العراق بزعامة رئيس الوزراء حيدر العبادي بعد تنحي رئيس الوزراء نوري المالكي والذي كان قد شغل منصب رئيس الوزراء على مدى السنوات الثماني الماضية.
في 13 أيلول 2014 أعلن وزير الخارجية الأمريكي جون كيري تعيين السيد ماكغورك بمنصب سفيرا ونائبا للمبعوث الرئاسي الخاص للتحالف الدولي لمكافحة داعش. وبعد ثلاثة أيام التقى السفير ماكغورك في المكتب البيضاوي في البيت الأبيض مع الرئيس باراك أوباما وجنرال مشاة البحرية المتقاعد جون ألين لمناقشة إستراتيجية بناء تحالف دولي لمكافحة داعش. وفي 3 ديسمبر 2014 عقد اجتماع في العاصمة البلجيكية بروكسل وتم تشكيل تحالف رسمي من 62 دولة لدعم العراق ومساعدة الحكومة الجديدة برئاسة رئيس الوزراء حيدرالعبادي في محاربة داعش بالإضافة إلى خمسة أطرعسكرية ودبلوماسية لدعم هذا الجهد.
في يناير كانون الثاني عام 2016 زار الدبلوماسي ماكغورك شمال سوريا كجزء من بعثة مكافحة داعش والتقى مع مسؤولين من حزب الاتحاد الديمقراطي (PYD) ووحدات حماية الشعب (YPG)
ما بين أكتوبر 2014 يناير و2016 كان السيد ماكغورك المفاوض الرئيسي في مفاوضات سرية ومكثفة اجريت مع إيران لاطلاق سراح أربعة سجناء أمريكيين واعادتهم إلى الولايات المتحدة بما في ذلك جيسون رضائیان وأمير حكمتي وسعيد عابديني.